# Isoperla oxylepis
Isoperla oxylepis és una espècie de plecòpter pertanyent a la família dels perlòdids present a Àustria, Bèlgica, Bulgària, Txèquia, Eslovàquia, França Alemanya, Hongria, Itàlia, Polònia, Romania, Ucraïna i els territoris de l'antiga República Federal Socialista de Iugoslàvia.
En el seu estadi immadur és aquàtic i viu a l'aigua dolça, mentre que com a imago és terrestre i volador.